# حقل غاز مأرب الجوف

حقل غاز مأرب الجوف هو حقل غاز طبيعي تقع في المناطق البرية في محافظة الجوف، تم اكتشافه في عام 2000 عبر توتال الفرنسية، وبدأ إنتاج في عام 2005 غاز طبيعي ومتكثف الغاز الطبيعي.
إجمالي الاحتياطيات المؤكدة من «حقل غاز مأرب الجوف» هي حوالي 10 تريليون قدم مكعب (286 كيلومتر مكعب)، ومن المقرر أن يكون الإنتاج حوالي 1.2 مليار «قدم مكعب / يوم» (34.2 × 105م3)